# CalDriCon
CalDriConは、高解像度の液晶ディスプレイに対応したドライバインターフェースの一つで、モバイル端末や液晶テレビ向けにザインエレクトロニクス社により開発されたものである。

## CalDriConの概要
- クロック・データ分離型のPoint-to-Point接続によるデータ伝送
- 伝送速度：～2.0Gbps/lane
- ドライバIC側での受信用サンプリング最適ポイントを判定し、送信側でのクロックとデータの位相調整を実施することでクロックとデータのスキューを調整
- 送信側プリエンファシスにより、伝送波形の信号品質を補償。波形特性の低い安価なケーブルを使用しても安定した伝送が可能
- 送信側と受信側の両方を終端することにより、マルチドロップ時の伝送路分岐による反射の影響を抑えることが可能
- 高画質画像伝送ではピン数・ケーブル数をmini-LVDSなどの液晶ドライバインターフェースよりも削減可能。トータルコストの低減と省スペース化を実現可能

## 液晶ドライバインターフェース高速化の経緯
2000年頃の液晶ディスプレイのドライバインターフェースとしては、テキサスインスツルメンツ社のmini-LVDSや、ナショナルセミコンダクター社のRSDSなどの技術が多用されてきた。
しかしながら、液晶ドライバの用途の中でもテレビについては、2005年にフルHD対応のテレビ製品が登場し、2007年にはフルHD倍速対応のテレビが登場するなど高解像度化が進んだことにより、ドライバインターフェースもこれに対応した技術が必要となった。これに対して、Advanced PPmL、CalDriConなどの新たな次世代ドライバインターフェースが提案されてきた。

## 液晶ドライバインターフェース技術の比較
新たな次世代ドライバインターフェースの中で、CalDriConは特にドライバICの使用環境に配慮されているといえる。2.0Gbpsの高速化、クロックとデータのずれ（スキュー）調整、電源やグラウンドのノイズに対する耐性が強いものとなっている。
| 液晶ドライバインターフェース技術の比較 |                             |                                           |                             |
| 名称                                   | mini-LVDS                   | Advanced PPmL                             | CalDriCon                   |
| 信号線1対当たりのデータ伝送速度        | ～340Mpbs                   | ～2.0 Gbps                                | ～2.0 Gbps                  |
| 接続方式                               | バス接続                    | Point-to-Point接続                        | Point-to-Point接続          |
| マルチドロップによる波形品質劣化       | 影響あり                    | 影響なし                                  | 影響なし                    |
| クロック・データのスキュー調整         | 不可                        | 不要                                      | 自動調整                    |
| 電源・グラウンドのノイズ耐性           | 強い（ドライバICはPLL不要） | 弱い（ドライバICのPLLが影響を受けやすい） | 強い（ドライバICはPLL不要） |

ドライバICは通常、チップ・オン・フィルム（COF）によりフィルム状の配線基板上に直接実装されるため、電源やグラウンドの揺れによるノイズの影響を受けやすい。mini-LVDSやRSDSなどの従来の液晶ドライバインターフェースは、差動信号伝送技術をベースとしているため、これらのノイズ耐性は強いが、クロックとデータのずれ（スキュー）の調整ができないため、1Gbpsを超える高速化の実現には困難が伴ってきた。
これに対して、次世代ドライバインターフェースの多くは、クロック・データ・リカバリ（CDR）技術を用いることにより、クロックとデータのスキュー調整が必要なくなり、これによりデータレートを1.6Gbpsなどの1Gbpsを有意に超える水準で、高速化の実現に成功している。しかしながら、CDR技術を用いたドライバインターフェースはデータを受信するドライバICの位相同期回路（Phase-locked loop、PLL）が必要であり、COFによりフィルム状の配線基板上にあるために、一般的には電源やグラウンドのノイズの影響を受けやすい。
CalDriConは、クロックを重畳する代わりに、ドライバIC側での受信用サンプリング最適ポイントを判定し、その情報を送信側でのクロックとデータの位相調整を行って反映させるため、高速化を実現しながら、スキュー問題を解決し、電源やグラウンドの揺れに対する耐性も強いドライバインターフェースとなっている。
また、mini-LVDSはバス接続を基本としており、接続するドライバ個数の増加に伴い、伝送路の分岐数も増加し、その反射により波形が劣化する形で影響を受ける。これに対して、CalDriConを含めて次世代インターフェースの多くは、Point-to-Point接続であり、伝送路の分岐の影響を受けないことから、伝送路での反射により波形が劣化する影響は、バス接続のインターフェースに比較して少ない。